# División de Honor de balonmano 1958-59
La División de Honor de balonmano 1958/59 fue la 1.ª edición de la División de Honor masculina de balonmano de España. Se desarrolló en un fase con diez equipos en formato de liga, enfrentados todos contra todos a doble vuelta.

## Clasificación
|    | Equipo                         | PJ | PG | PE | PP | PTS |
| -- | ------------------------------ | -- | -- | -- | -- | --- |
| 1  | C.BM. Granollers               | 18 | 17 | 0  | 1  | 34  |
| 2  | Club Atlético de Madrid        | 18 | 13 | 1  | 4  | 27  |
| 3  | C.D. Sabadell                  | 18 | 11 | 3  | 4  | 25  |
| 4  | G.A. Altos Hornos Sagunto      | 18 | 11 | 1  | 6  | 23  |
| 5  | C.D. Obras del Puerto Alicante | 18 | 11 | 0  | 7  | 22  |
| 6  | G.E. Bressel Madrid            | 18 | 8  | 0  | 10 | 16  |
| 7  | Iberia Zaragoza                | 18 | 7  | 1  | 10 | 15  |
| 8  | Español F.J. Valencia          | 18 | 4  | 2  | 12 | 10  |
| 9  | E.N. Calvo Sotelo              | 18 | 2  | 0  | 16 | 4   |
| 10 | Estudiantes Elche F.J.         | 18 | 2  | 0  | 16 | 4   |